# Una altra Fedra, si us plau
Una altra Fedra, si us plau és la darrera obra teatral escrita per Salvador Espriu el 1977 i estrenada el 1978.
Es tracta d'una peça de circumstàncies i d'aquí que el títol sigui ja una queixa i una provocació: el cansament del tema ve reflectit per l'expressió una altra, mentre que el si us plau ens evidencia que és una obra d'encàrrec i que es va insistir per tal que l'escrivís. En efecte, fou Núria Espert qui li va demanar que li escrivís una obra per representar el personatge de Fedra. Juntament amb Antígona i Primera història d'Ester, són les tres obres d'Espriu amb una dona com a protagonista.
L'obra reprèn el mite clàssic de Fedra, on aquesta dona s'enamora del seu fillastre Hipòlit i aquest es nega als seus desitjos. Fedra, molesta, el denuncia al seu marit i pare del noi que ofuscat, el mata i després descobreix la realitat i se suïcida. Però Espriu el refà i es distancia del conflicte tràgic de Fedra perquè no sabem el final ni d'ella ni d'Hipòlit. L'obra focalitza en la reflexió sobre la mort.
Per construir aquesta obra, Espriu va utilitzar la traducció al català d'una Fedra escrita per Llorenç Villalonga el 1936, una obra de la joventut literària d'ambdós autors.